# 1850年のスポーツ
1850年のスポーツ（1850ねんのスポーツ）では、1850年（嘉永3年）のスポーツ関連の出来事についてまとめる。
- 年度別スポーツ記事一覧

## 総合競技大会
- マッチウェンロックオリンピック始まる。

## オージーフットボール
- メルボルンで最初の試合が行われる。

## 競馬

### イギリス
クラシック
- 2000ギニー - ピッツフォード
- 1000ギニー - レディーオーフォード
- エプソムダービー - ヴォルティジュール
- エプソムオークス - レディシナ
- セントレジャーステークス - ヴォルティジュール

その他主要レース
- 大ロシア皇帝陛下プレート（アスコットゴールドカップ） - ザフライングダッチマン
- グッドウッドカップ - カンズー
- ドンカスターカップ - ヴォルティジュール
- グランドナショナル - アブデルカデル

### フランス
- プール・デッセ・デ・プーラン（仏2000ギニー） - サンジェルマン
- ジョッケクルブ賞（仏ダービー） - サンジェルマン
- ディアヌ賞（仏オークス） - フルールデマリー
- カドラン賞 - 開催中止

### プロイセン王国
- ヘンケル・レネン（独2000ギニー） - エルププリンツ
- ウニオン・レネン - ブラックプリンス

## 陸上競技
- オックスフォード大学で2マイルの障害競走が行われる。

## その他のスポーツ
- 10月5日 - フィラデルフィアの会議で北米体育協会設立

## 誕生
- 9月2日 - アルバート・スポルディング（アメリカ、野球、+1915年）